# Nick Oshiro
Nick Oshiro (* 29. července 1978 Las Vegas) je bubeník a účinkoval v kapele Static-X. Nick je původem z Jižní Afriky.

## Život
Narodil se 29. července 1978, má jednu sestru. K hudbě, konkrétně k bubnování, ho přivedl jeho otec, který mu také udělal jeho první bubny ze starého nádobí, to bylo asi v devíti letech. Rockovou hvězdou se rozhodl stát v 10 letech, poté co na MTV viděl videoklip kapely Whitesnake. Od 12 let žil v Las Vegas, poprvé byl zde zaměstnán jako elektrikář.

## Kariéra
Před Static-X působil v jihoafrické kapele Seether. Ke Static-X se připojil během turné k albu Shadow Zone. Skupina si ho vybrala z více než 29 bubeníků poté, co třikrát přijel na konkurz. Podílel se teprve na nahrávce Start a War. Wayne Static o něm říká, že je to ďábelský bubeník a jeho bubny byly na albu Start a War ponechány v původní podobě, bez úprav počítačem, což přispívá k syrovějšímu zvuku. Používá bubny značky Tama. Na turné k desce Cannibal si zlomil ruku a na několik týdnů ho museli vystřídat jiní bubeníci – Will Hunt a Beaven Davis. V roce 2009, po vydání Cult Of Static oznámil, že si od Static-X dává pauzu.